# John Hollenbeck

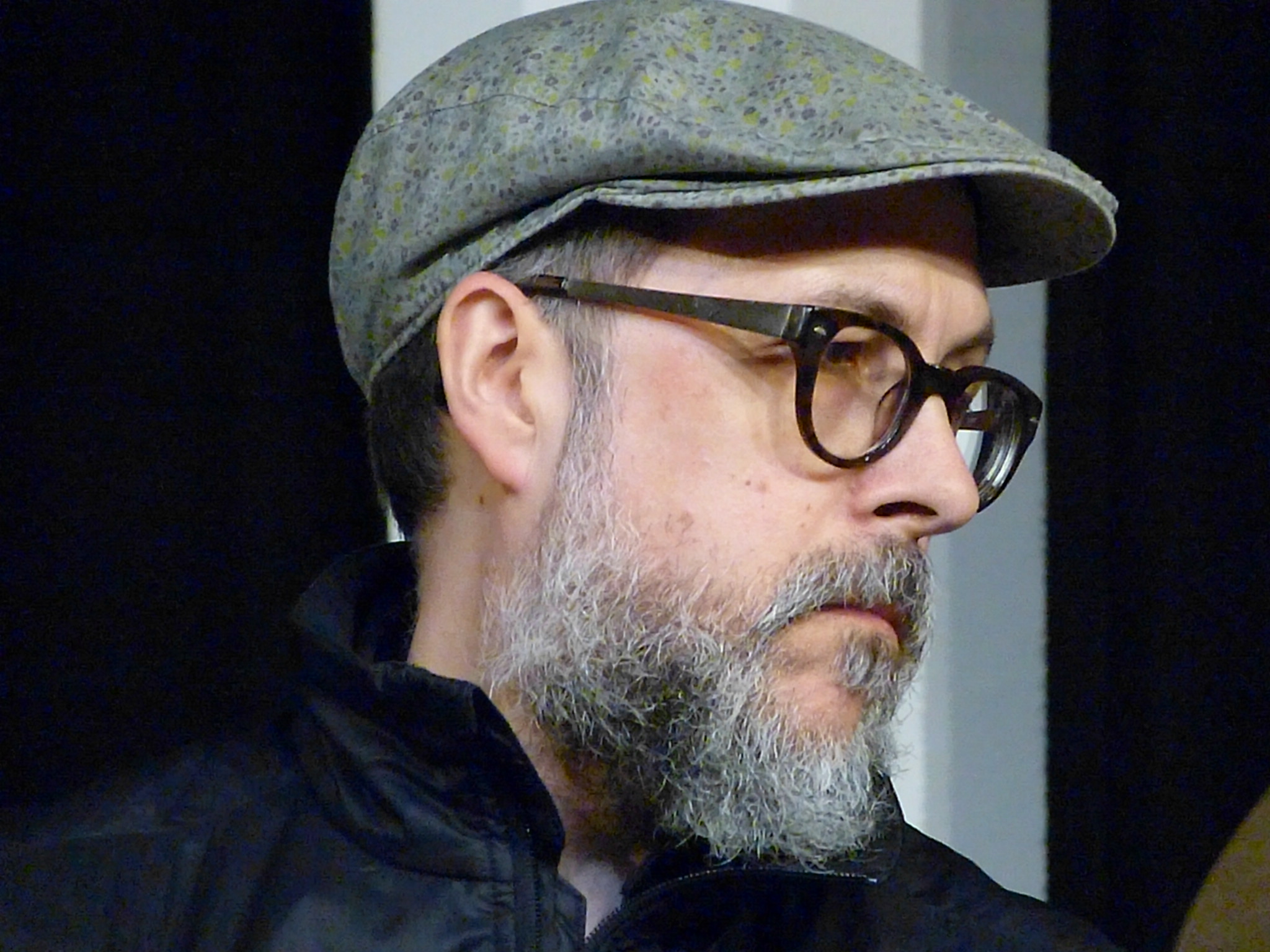
John Hollenbeck 2019 (bei öffentlicher Probe mit dem Cologne Contemporary Jazz Orchestra in Köln)

John Hollenbeck (* 19. Juni 1968 in Binghamton) ist ein US-amerikanischer Jazzschlagzeuger und Komponist, der zwischen 2005 und 2016 als Hochschullehrer in Berlin wirkte.

## Leben und Wirken
Hollenbeck, der bereits mit sechs Jahren musikalisch durch seinen 13 Jahre älteren Bruder Pat Hollenbeck geprägt wurde, lernte zunächst für ein Jahr Piano, bevor er am Schlagzeug unterrichtet wurde. Er studierte zunächst Schlagzeug, dann Jazzkomposition an der Eastman School of Music und nahm an einem Workshop im Banff Center bei Muhal Richard Abrams teil.
In den 1990er Jahren machte er sich zunächst einen Namen als vielseitiger Schlagzeuger, der mit Bigbands wie Bob Brookmeyers New Art Orchestra, dem Village Vanguard Orchestra und der WDR Big Band ebenso auftrat wie mit den Modern-Jazz-Musikern Fred Hersch und Kenny Wheeler, der Band des Trompeters Cuong Vu oder den Klezmergruppen von David Krakauer und Frank London. Seit 1998 gehört er zum Ensemble der Sängerin Meredith Monk; deren Musik interpretiert er in der gemeinsam von ihm und Theo Bleckmann geleiteten Band Future Quest. Auch spielte er mit dem Kolumbianer Antonio Arnedo, dem Argentinier Fernando Tarres und (in der Carnegie Hall) mit Astor Piazzollas Pianisten Pablo Ziegler.
Seit Anfang der 2000er Jahre arbeitete er mit der eigenen Band The Claudia Quintet, zu der Chris Speed (Saxophon), Matt Moran (Vibraphon), Ted Reichman (Akkordeon) und Drew Gress (Bass) gehören. Mit diesem Ensemble spielte er bis 2015 acht Alben ein. 1998 wurde seine Komposition The Shape of Spirit für Bläserensemble für das Label Mons Records aufgenommen. Im Folgejahr komponierte er für Bob Brookmeyer Processional and Desiderata. The Cloud of Unknowing, eine Auftragskomposition für den Bamberger Chor, wurde 2001 beim Label Edel Classics aufgenommen. Für den Windsbacher Knabenchor komponierte er Demütig bitten. Mit der der Jazz Bigband Graz und Theo Bleckmann entstand das Album Joys & Desires (2005). Das Orchestre National de Jazz unter Leitung von Daniel Yvinec hat 2010 einige seiner Werke aufgenommen (Shut Up and Dance). Die hr-Bigband spielte drei Programme mit seinen Bearbeitungen populärer Songs (Songs I Like a Lot und Songs We Like a Lot auf Tonträger veröffentlicht, anders als Songs You Like a Lot von 2019). Mit dem Quartett George (mit Anna Webber, Aurora Nealand und Chiquita Magic) legte er 2023 das Album Letters to George vor.(Out of Your Head) vor.
Hollenbeck wirkte von 2005 bis 2016 als Professor für Schlagzeug, Perkussion und Ensemble am Jazz-Institut Berlin. Zu seinen Schülern gehörte Max Andrzejewski. Seit 2016 war er als Hochschullehrer an der McGill University in Montreal tätig. Zudem ist er auf Alben von Scott Fields, Tony Malaby, Johannes Enders, Henning Sieverts, Anette von Eichel, Jürgen Friedrich (Monosuite), Guy Klucevsek und Anna Webber zu hören.

## Preise und Auszeichnungen
Hollenbeck erhielt mehrere Stipendien und Kompositionsaufträge, darunter den National Endowment Grant (1994) und den Meet the Composer’s Grant (1995 und 2001). Von der Jazz Journalists Association wurde er als Up and Coming Jazz Musician of the Year (2004 und 2006) und Composer of the Year (2006) nominiert, vom Down Beat Magazine als Rising Star Composer (2003, 2004, 2005, 2006), Rising Star Jazz Artist (2006), Rising Star Arranger (2006) und Rising Star Big Band (2006). Sein Arrangement von The Moon's a Harsh Mistress auf dem Album Songs I Like a Lot wurde 2014 für einen Grammy in der Kategorie „Best instrumental arrangement accompanying vocals“ nominiert.

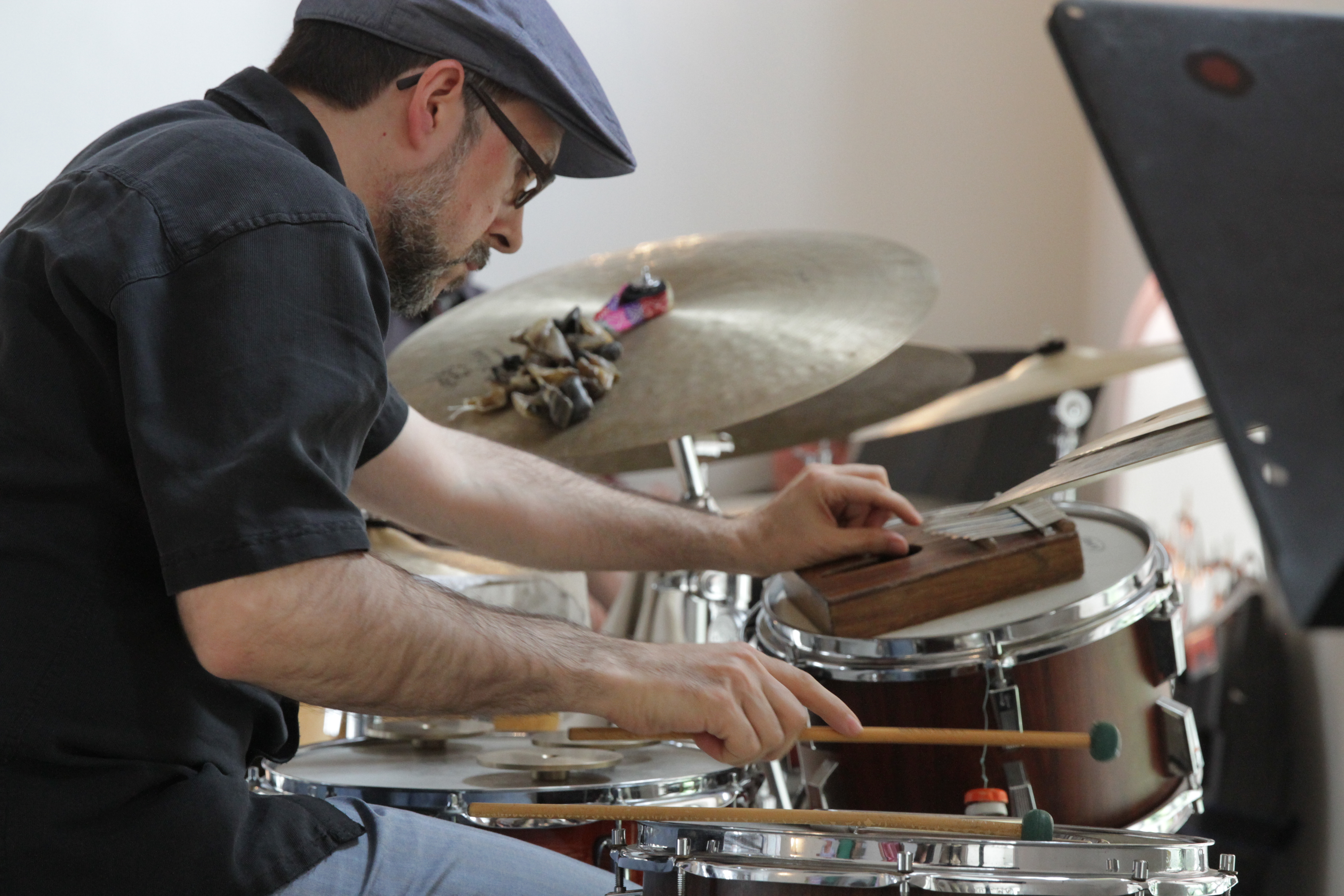
John Hollenbeck beim Festival Tonspuren Irsee 2014

## Diskographische Hinweise
- no images mit Ray Anderson, Theo Bleckmann, Rick DiMuzio, Ellery Eskelin, David Liebman, Ben Monder, Tim Sessions und David Taylor, 2001
- Theo Bleckmann/John Hollenbeck Duo: Static Still, 2002
- Quartet Lucy (mit Theo Bleckmann, Dan Willis, Jonas Tauber und Skúli Sverrisson), 2002
- The Claudia Quintet, 2002
- John Hollenbeck & Jazz Bigband Graz: Joys & Desires, 2004
- John Hollenbeck Large Ensemble: A Blessing, 2005, OmniTone
- The Claudia Quintet: Semi-Formal, 2005
- Jorrit Dijkstra + John Hollenbeck: Sequence, 2006
- Rainbow Jimmies (2008, mit The Claudia Quintet, The Youngstown Percussion Collective and Saxophone Quartet, The Ethos Percussion Group sowie Matt Moran und Todd Reynolds)
- John Hollenbeck Large Ensemble: Eternal Interlude (2009, mit Tony Kadleck, Jon Owens, Dave Ballou, Laurie Frink, Rob Hudson, Mike Christianson, Alan Ferber, Jacob Garchik, Ben Kono, Jeremy Viner, Bohdan Hilash, Tony Malaby, Dan Willis, Ellery Eskelin, Gary Versace, Kermit Driscoll, Matt Moran, John Ferrari, Theo Bleckmann, JC Sanford)
- John Hollenbeck, Alban Darche, Sébastien Boisseau, Samuel Blaser JASS (2009)
- Orchestre National de Jazz / John Hollenbeck Shut Up and Dance (BeeJazz 2010)
- The Claudia Quintet: What Is the Beautiful? (2011)
- Songs We Like a Lot (Sunnyside, 2015, mit der hr-Bigband, Theo Bleckmann, Kate McGarry, Uri Caine)
- John Hollenbeck Claudia Quintet: Super Petite (Cuneiform, 2016)
- John Hollenbeck Large Ensemble: All Can Work (New Amsterdam, 2018)
- George: Letters to George (Out of Our Head, 2023)
- Marianne Trudel & John Hollenbeck: Dédé Java Espiritu (2023)